# Elena de Ávalor
Elena de Avalor (siendo su título original Elena of Avalor) es una serie de televisión animada por computadora, la cual se estrenó el 22 de julio de 2016 en el canal Disney Channel, en Estados Unidos. La serie trata de una princesa de ascendencia hispana y toma lugar en el mismo universo ficticio que Sofia the First. La serie se estrenó el 8 de octubre de 2016 por la variante española de Disney Channel, y en Latinoamérica el 5 de noviembre del mismo año por la variante regional del canal.
El 11 de agosto de 2016, Disney ha anunciado que la serie animada ha sido renovada para una segunda temporada.
El 13 de febrero de 2017, Disney ha anunciado que la serie animada ha sido renovada para una tercera temporada.
En Latinoamérica la tercera temporada se estrenó el 6 de abril de 2020 en Disney Junior.
En España la tercera temporada se estrenó el 17 de agosto de 2020 en Disney Junior.

## Sinopsis
La princesa adolescente Elena ha salvado su reino Ávalor, de una hechicera malvada y ahora tiene que aprender a gobernar como su princesa heredera. Las aventuras de Elena la llevarán a entender que su nuevo papel requiere consideración, paciencia y compasión, las cualidades de los líderes verdaderamente grandes. Como solo tiene 16 años, un Consejo Mayor compuesto de sus abuelos; su primo mayor el Canciller Esteban, y su mejor amiga Naomi, que está allí para darle consejos. Elena también cuenta con su hermana más joven Isabel, sus amigos Mateo y Gabe, el espíritu de un animal llamado Zuzo, y un trío de criaturas mágicas voladoras llamado Jaquins (una raza de jaguares alados) para que sean sus guías y apoyo.

## Ambientación
La trama se desarrolla en el reino ficticio de Avalor, inspirado mayormente en la cultura mexicana. La serie muestra edificios basados en la arquitectura azteca, estilos musicales tradicionales como el mariachi y la salsa, flora y fauna autóctonas de México, costumbres de la región como el día de muertos, los juegos azteca de pelota, las tradicionales fiestas de XV años y gastronomía con los tamales.
También muestra en ocasiones culturas de otros países de Hispanoamérica en general, como la aparición de personajes con ponchos, típico de la cultura andina. Incluso un ''tumi'', instrumento de culturas del norte del Perú. 
Es interesante también el la vegetación que muestra la serie: un ambiente tropical y costero. Es un reflejo del imaginario anglosajón americano sobre el clima y paisajes hispanos. Como una idealización del antiguo Caribe Hispano.  
Igualmente interesante que muestren a los hispanos como excelentes navegantes de los ''mares tropicales del sur''. 
La cereza del pastel sería una de las mejores amigas de Elena (Naomi Turner), cuya procedencia es la tierra de Norberg, una clara alusión al norte. Es decir, los anglosajones al norte y los hispanos al sur.

## Reparto y personajes
- Aimee Carrero como la Princesa Heredera Elena, es la Heredera para ascender al Trono del Reino de Ávalor[1][9]
- Jenna Ortega como la princesa Isabel, la hermana menor de Elena y es la Princesa de Avalor[1][9]
- Jaquins: son tres criaturas mágicas voladoras que ayudan a Elena mientras aprende a gobernar su reino
  - Chris Parnell como Migs, uno de los tres Jaquins[1][9]
  - Yvette Nicole Brown como Luna, otro de los Jaquins[1][9]
  - Carlos Alazraqui como Skylar, otro de los Jaquins y es el Príncipe de Valle Estrella[1][9]
- Emiliano Díez como Francisco, el abuelo de Elena y es el Rey Emérito de Avalor[1][9]
- Julia Vera como Luisa, la abuela de Elena y es la Reina Emérita de Avalor[1][9]
- Cristiano Lanz como Canciller Esteban, el primo mayor de Elena y Consejero Real de Avalor[1][10]
- M. Emmet Walsh como Raymundo, es uno viejo sirviento y el esposo de Melinda.
- Joan Collins como Melinda, es una vieja sirvienta y la esposa de Raymundo.
- Jillian Rose Reed como Naomi, es una Consejera Real de Avalor y es la mejor amiga de Elena. [1][9]
- Joseph Haro como Mateo, es el Hechicero Real de Avalor y otro de los amigos cercanos de Elena[1][9]
- Jorge Díaz como Gabe, es un amigo cercano de Elena y es el Teniente de la Guardia Real[1][9] Según "Disney Elena of Avalor: The Essential Guide", Gabe está secretamente enamorado de Elena.
- Keith Ferguson como Zuzo, un espíritu animal misterioso y astuto que actúa como un vínculo entre el mundo humano y el mundo espiritual. [1][9]
- Joe Núñez como Armando, es el Jefe de la servidumbre del Palacio que supervisa y ayuda en todo, y es el que ayudó a Elena en su camino al trono.[1][9]
- Jane Fonda como Shuriki, la hechicera malvada[11]

## Doblaje
| Personaje | Actor de voz original | Actor de doblaje (Hispanoamérica) |
| --------- | --------------------- | --------------------------------- |
| Elena     | Aimee Carrero         | Annie Rojas                       |
| Isabel    | Jenna Ortega          | Sara Gómez                        |
| Naomi     | Jillian Rose Reed     | Romina Marroquín Payro            |
| Esteban   | Cristiano Lanz        | José Gilberto Vilchis             |
| Mateo     | Joseph Haro           | Alberto Bernal                    |
| Gabe      | Jorge Diaz            | Alejandro Orozco                  |
| Francisco | Emiliano Diez         | Arturo Echeverría                 |
| Luisa     | Julia Vera            | Magda Giner                       |

## Episodios
| Temporada | Temporada | Episodios | Estados Unidos          | Estados Unidos          | Latinoamérica          | Latinoamérica          | España                 | España                        |
| Temporada | Temporada | Episodios | Comienzo                | Final                   | Comienzo               | Final                  | Comienzo               | Final                         |
| --------- | --------- | --------- | ----------------------- | ----------------------- | ---------------------- | ---------------------- | ---------------------- | ----------------------------- |
|           | 1         | 25        | 22 de julio de 2016     | 1 de octubre de 2017    | 5 de noviembre de 2016 | 2 de diciembre de 2017 | 8 de octubre de 2016   | 3 de marzo de 2018            |
|           | Película  | Película  | 20 de noviembre de 2016 | 20 de noviembre de 2016 | 18 de marzo de 2017    | 18 de marzo de 2017    | 9 de diciembre de 2016 | 9 de diciembre de 2016        |
|           | 2         | 24        | 14 de octubre de 2017   | 1 de junio de 2019      | 5 de febrero de 2018   | 27 de julio de 2019    | 17 de febrero de 2018  | 10 de marzo de 2020           |
|           | 3         | 28        | 7 de octubre de 2019    | 23 de agosto de 2020    | 6 de abril de 2020     | 24 de abril de 2021    | 17 de agosto de 2020   | 5 de enero de 2022 (Disney +) |
|           | Cortos    | Cortos    | 14 de octubre de 2017   | 14 de octubre de 2017   | —                      | —                      | —                      | —                             |